# Julian Bream
Julian Bream (Londen, 15 juli 1933 – Donhead St. Andrew, 14 augustus 2020) was een Britse gitarist en luitspeler.

## Biografie
Julian Bream werd geboren in de Londense volkswijk Battersea als zoon van een tekenaar.
Hij werd opgevoed in een muzikale omgeving. Zijn vader speelde jazzgitaar en de jonge Bream was onder de indruk van Django Reinhardt. Hij werd aangemoedigd om piano en gitaar te spelen. Op zijn 11de verjaardag kreeg Bream een klassieke gitaar van zijn vader. Als een wonderkind won hij op zijn 12e een prijs voor zijn pianospel, die het hem mogelijk maakte piano en cello te studeren aan het Royal College of Music. Hij maakte zijn debuut op gitaar in Cheltenham in 1947, op 13-jarige leeftijd. 
In 1951 debuteerde hij in de Wigmore Hall in Londen. Na zijn militaire dienst kreeg hij een drukke carrière, speelde over de hele wereld, en hield jaarlijkse tournees in de VS en Europa. In 1952 speelde hij een deel van een recital in the Wigmore Hall op luit. Sindsdien heeft hij veel gedaan voor het bronnenonderzoek en de verspreiding van luitmuziek. In 1960 richtte hij de Julian Bream Consort op, een ensemble met Bream als luitspeler. Het consort leidde tot een grote revival van interesse in de muziek van het Elizabethaanse tijdperk.
In 1984 raakte Bream gewond bij een auto-ongeluk. Het kostte hem veel moeite om te revalideren en weer in de buurt van zijn oude niveau te komen.
Breams repertoire is breed, van transcripties van de 17e eeuw - waaronder veel arrangementen van de muziek van Bach - en populaire Spaanse stukken tot hedendaagse muziek voor gitaar, waarvoor hij veelal de inspiratie was. Veel componisten werkten met Bream, en onder hen die werk aan hem opdroegen zijn Malcolm Arnold, Benjamin Britten, Leo Brouwer, Peter Racine Fricker, Hans Werner Henze, Humphrey Searle, Toru Takemitsu, Michael Tippett en William Walton. Brittens Nocturnal is een van de beroemdste in het repertoire voor klassieke gitaar; het werd geschreven met Bream in gedachten. Het is een ongewone serie variaties op John Dowlands Come Heavy Sleep (dat aan het eind van het stuk in originele vorm wordt gespeeld).
Bream werkte met succes met vele musici samen, zoals Peter Pears, Elizabethaanse muziek voor luit en zang, twee platen met gitaarduetten met John Williams, en hij begeleidde Maria Callas bij de opnames van Il barbiere di Siviglia in 1957.
Breams spel kan worden gekenmerkt als virtuoos, bijzonder expressief, met oog voor detail en gebruik van sterk wisselende klankkleuren. In 2013 verscheen een box met alle door Bream (solo en met andere musici) uitgebrachte albums (40 cd's) en een aantal beeldopnamen (drie DVD's). De DVD Julian Bream: My Life In Music, uitgebracht in 2003, bevat drie uur interview en optreden. Graham Wade noemde deze "the finest film contribution ever to the classic guitar."
Julian Bream overleed in 2020 op 87-jarige leeftijd in zijn woning in Donhead St. Andrew.
- Bibsys: 98044681
- Biblioteca Nacional de España: XX865519
- Bibliothèque nationale de France: cb138918217 (data)
- CiNii: DA08187437
- Gemeinsame Normdatei: 119555050
- International Standard Name Identifier: 0000 0001 1493 4793
- Library of Congress Control Number: n81132062
- Nationale Bibliotheek van Letland: 000265975
- MusicBrainz: 5bada1be-28e1-45b8-9d89-6e14700d82d9
- Nationale Bibliotheek van Israël: 987007283532505171
- Nationale Bibliotheek van Polen: a0000002558498
- Nederlandse Thesaurus van Auteursnamen: 069701342
- Réseau des bibliothèques de Suisse occidentale: 02-A003039954
- LIBRIS: 280318
- SNAC: w6rc9ghc
- Système universitaire de documentation: 080095240
- Virtual International Authority File: 71577244
- WorldCat: E39PBJpV4TBMfqHPCGJdPPDjG3